# KICK START (K-FORCEの曲)
「KICK START」（キックスタート）は、K-FORCEの楽曲である。

## KICK START
2018年11月にリリースされたK-FORCEのシングルである。

### 解説
- プロレスラーの中嶋勝彦と肝胆相照らす仲であるK-FORCEが、彼のデビュー15周年を記念して制作した楽曲。[1]
- 中嶋勝彦の人生やファイトスタイルに感銘を受けインスパイアされた内容となっている。
- ミュージックビデオでは中嶋勝彦が出演。
- 2020年09月13日 プロレスリング・ノア 石川大会「THE REVIVAL -復興-」より入場テーマとして使用開始。[2]

### 収録曲
1. KICK START
- 作詞:K-FORCE/作曲:K-FORCE

## 中嶋勝彦のテーマ KICK START (Extended Mix)
「中嶋勝彦のテーマ KICK START (Extended Mix)」は、2021年07月07日にリリースされたプロレスリング・ノアのサウンドトラック『NEOGENESIS PRO-WRESTLING NOAH ENTRANCE MUSIC』の収録曲である。

### 解説
- 2018年にリリースされたK-FORCEのシングル「KICK START」と歌詞に変更はないが、中嶋勝彦の入場仕様にイントロが長く変更されている。
- 2020年10月11日、 プロレスリング・ノア 大阪大会でのメインイベント「N-1 VICTORY 2020優勝決定戦」からは中嶋勝彦の入場の際にこちらのバージョンが使用された。また、この時の入場では「KICK START」のミュージックビデオも会場に流れた。[4]
- 2021年07月07日、プロレスリング・ノアのサウンドトラック『NEOGENESIS PRO-WRESTLING NOAH ENTRANCE MUSIC』の収録曲としてキングレコードからリリース。[5]
- 2023年05月30日、「KICK START (Extended Mix)」のミュージックビデオを公開。中嶋勝彦とK-FORCEの出演、そしてプロレスリング・ノアの協力によりオフィシャルの入場曲バージョンとしての映像作品となる。[6] [7]

### 『NEOGENESIS PRO-WRESTLING NOAH ENTRANCE MUSIC』 収録曲
1. プロレスリング・ノアのテーマ BRAVE~2021ver.
- PROJECT NOAH

2. 武藤敬司のテーマ HOLD OUT 2021
- 鈴木修

3. 杉浦貴のテーマ UNLEASH
- "中村""Anija""隆宏"

4. 中嶋勝彦のテーマ KICK START(Extended Mix)
- K-FORCE

5. HAYATAのテーマ DESTROY
- "中村""Anija""隆宏"

6. 征矢学のテーマ 弾道
- "中村""Anija""隆宏"

7. 稲村愛輝のテーマ 猛進
- "中村""Anija""隆宏"

8. タダスケのテーマ THE OUT CAST
- "中村""Anija""隆宏"

9. 吉岡世起のテーマ NOT ENOUGH
- "中村""Anija""隆宏"

10. 覇王のテーマ HA-OH
- Kuritaka

11. 仁王のテーマ NI-OH
- Kuritaka

12. 藤村加偉のテーマ ReBorn
- "中村""Anija""隆宏"

13.進祐哉のテーマ JOKER
- "中村""Anija""隆宏"

14. 矢野安崇のテーマ 閃光
- "中村""Anija""隆宏"

15. 魔流不死のテーマ HYSTERIC~魔流不死ver.~ （2020年5月10日テレビマッチにて使用）
- "中村""Anija""隆宏"